# Rio Trent
O rio Trent é o terceiro maior rio do Reino Unido. Sua origem está em Staffordshire, no extremo sul de Biddulph Moor. Ele flui e drena a maior parte do centro metropolitano e do norte de Midlands ao sul e a leste de sua nascente ao norte de Stoke-on-Trent. O rio é conhecido por inundações dramáticas após tempestades e derretimento da neve na primavera, que no passado costumava fazer o rio mudar de curso.
O rio passa por Stoke-on-Trent, Stone, Rugeley, Burton upon Trent e Nottingham antes de se juntar ao rio Ouse em Trent Falls para formar o estuário Humber, que deságua no Mar do Norte entre Hull em Yorkshire e Immingham em Lincolnshire. O curso do rio costuma ser descrito como a fronteira entre Midlands e o norte da Inglaterra.

## Nome

### Curso
O Trent surge dentro do distrito de Staffordshire Moorlands, perto da vila de Biddulph Moor, de várias fontes, incluindo o Trent Head Well. Ele é então unido por outros pequenos riachos para formar a Cabeça de Trent, que flui para o sul, para o único reservatório ao longo de seu curso em Knypersley. A jusante do reservatório, ele passa por Stoke-on-Trent e se funde com Lyme, Fowlea e outros riachos que drenam as 'seis cidades' das Olarias de Staffordshire para se tornar o Rio Trent. Na margem sul de Stoke, ele passa pelo parque paisagístico de Trentham Gardens.
O rio então continua para o sul através da cidade mercantil de Stone e, depois de passar pela vila de Salt, chega a Great Haywood, onde é atravessado pela ponte Essex do século XVI, perto de Shugborough Hall. Nesse ponto, o rio Sow se junta a ele vindo de Stafford. O Trent agora flui para sudeste, passando pela cidade de Rugeley até chegar a Kings Bromley, onde encontra o Blithe. Após a confluência com o Swarbourn, passa por Alrewas e chega a Wychnor, onde é atravessado pela A38 com duas faixas de rodagem, que segue a rota da Roman Ryknild Street. O rio vira para nordeste, onde é unido por seu maior afluente, o Tame (que neste ponto é na verdade o maior, embora seu comprimento anterior seja mais curto) e imediatamente depois pelo Mease, criando um rio maior que agora flui através de um largo várzea.
O rio continua a nordeste, passando pela vila de Walton-on-Trent até chegar à grande cidade de Burton upon Trent. O rio em Burton é atravessado por várias pontes, incluindo a ornamentada Ferry Bridge do século XIX que liga Stapenhill à cidade. Ao nordeste de Burton, o rio é juntado pelo River Dove em Newton Solney e entra em Derbyshire, antes de passar entre as aldeias de Willington e Repton, onde vira diretamente para o leste para chegar à Swarkestone Bridge. Pouco depois, o rio se torna a fronteira Derbyshire-Leicestershire, passando pelo tradicional ponto de passagem de King's Mill, Castelo Donington, Weston-on-Trent e Aston-on-Trent.
Em Shardlow, onde o Canal de Trent e Mersey começa, o rio também encontra o Derwent em Derwent Mouth. Após esta confluência, o rio vira para nordeste e é juntado pelo Soar antes de alcançar os arredores de Nottingham, onde é juntado pelo Erewash perto da reserva natural de Attenborough e entra em Nottinghamshire. Ao entrar na cidade, passa pelos subúrbios de Beeston, Clifton e Wilford ; onde é juntado pelo Leen. Ao chegar a West Bridgford, flui por baixo de Trent Bridge, perto do campo de críquete de mesmo nome, e ao lado de The City Ground, casa da Floresta de Nottingham, até chegar a Holme Sluices.
Rio abaixo de Nottingham passa por Radcliffe em Trent, Stoke Bardolph e Burton Joyce antes de chegar a Gunthorpe com sua ponte, eclusa e açude. O rio agora flui para nordeste, abaixo das colinas Toot e Trent, antes de chegar a Hazelford Ferry, Fiskerton e Farndon. Ao norte de Farndon, ao lado da Estação de Energia Staythorpe, o rio se divide, com um braço passando Averham e Kelham, e o outro braço, que é navegável, sendo unido pelo Devon antes de passar pela cidade mercantil de Newark-on-Trent e sob as muralhas do castelo da cidade. Os dois braços se recombinam em Crankley Point além da cidade, onde o rio vira para o norte para passar North Muskham e Holme para alcançar Cromwell Weir, abaixo da qual o Trent torna-se maré.
O rio, agora com as marés, serpenteia por uma vasta planície de inundação, na borda da qual estão localizadas aldeias ribeirinhas, como Carlton e Sutton on Trent, Besthorpe e Girton. Depois de passar pelo local da estação de energia High Marnham, ela se torna o limite aproximado entre  Nottinghamshire e Lincolnshire, e alcança a única ponte com pedágio ao longo de seu curso em Dunham Bridge. A jusante de Dunham, o rio passa por Church Laneham e chega a Torksey, onde encontra a navegação Foss Dyke que conecta Trent a Lincoln e ao rio Witham. Mais ao norte, em Littleborough, fica a cidade romana de Segelocum, onde uma estrada romana costumava cruzar o rio.
Em seguida, chega à cidade de Gainsborough com sua própria Ponte Trent. A fachada ribeirinha da cidade é repleta de armazéns, que já foram usados quando a cidade era um porto interior, muitos dos quais foram renovados para uso moderno. A jusante da cidade, as aldeias são frequentemente nomeadas aos pares, representando o fato de que já foram ligadas por uma balsa fluvial entre os dois assentamentos. Essas aldeias incluem West Stockwith e East Stockwith, Owston Ferry e East Ferry, e West Butterwick e East Butterwick. Em West Stockwith, o Trent é unido pelo Canal Chesterfield e o River Idle e logo depois entra em Lincolnshire completamente, passando a oeste de Scunthorpe. A última ponte sobre o rio fica em Keadby, onde se juntam os canais Stainforth e Keadby e o rio Torne.
A jusante de Keadby, o rio se alarga progressivamente, passando por Amcotts e Flixborough para chegar a Burton upon Stather e, finalmente, Trent Falls. Neste ponto, entre Alkborough e Faxfleet, o rio atinge a fronteira com Yorkshire e se junta ao rio Ouse para formar o Humber que deságua no Mar do Norte.

### Pré-história
Durante a época do Pleistoceno (há 1,7 milhões de anos), o rio Trent subiu nas colinas galesas e fluiu quase para o leste de Nottingham através do atual Vale de Belvoir para abrir uma lacuna através do cume de calcário em Ancaster e daí para o Mar do Norte. No final do Estágio Wolstonian (há cerca de 130 000 anos), uma massa de gelo estagnada deixada no Vale de Belvoir fez com que o rio se desviasse para o norte ao longo do antigo rio Lincoln, através da fenda de Lincoln, ao longo do que é agora o curso do Witham. Durante uma glaciação seguinte (Devensian, 70.000 BC) o gelo reteve vastas áreas de água - chamadas Lago Glacial Humber - na atual bacia inferior de Trent. Quando este recuou, o Trent adotou seu curso atual para o Humber.

## Catchment
A bacia de Trent cobre uma grande parte das Midlands e inclui a maioria dos condados de Staffordshire, Derbyshire, Leicestershire, Nottinghamshire e West Midlands; mas também inclui partes de Lincolnshire, South Yorkshire, Warwickshire e Rutland. A bacia hidrográfica está localizada entre as bacias de drenagem do Severn e seu afluente Avon ao sul e oeste, o Weaver ao noroeste, os afluentes do Yorkshire Ouse ao norte e as bacias de Welland, Witham e Ancholme a o leste.

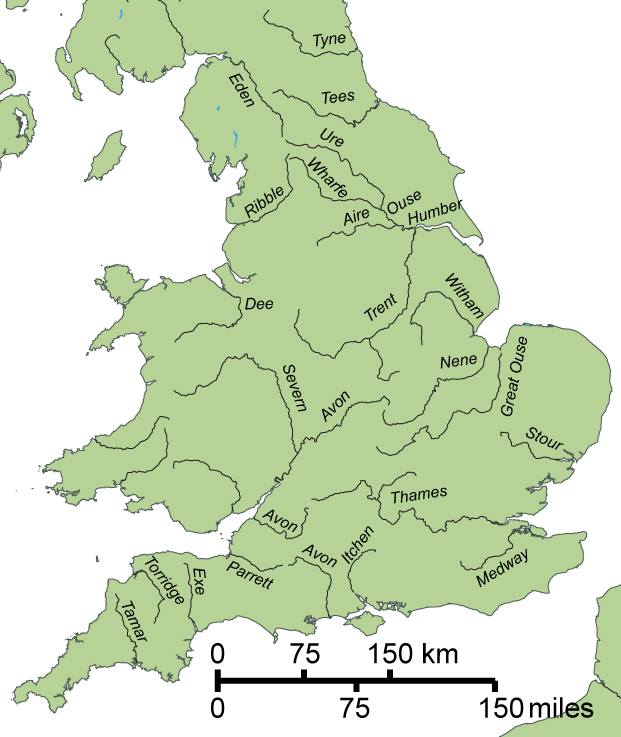

Uma característica distintiva da bacia hidrográfica é a variação acentuada na topografia e caráter da paisagem, que varia desde as cabeceiras da charneca de planalto do Dark Peak, onde o ponto mais alto da bacia hidrográfica é o planalto Kinder Scout 634 m (2,080 ft); até as áreas planas de pântanos intensamente cultivadas e drenadas que existem ao longo dos cursos de maré mais baixos, onde os níveis do solo podem se igualar ao nível do mar. Esses trechos mais baixos são protegidos da inundação das marés por uma série de margens de inundação e defesas.
Em outro lugar, há um contraste distinto entre as áreas de calcário aberto de White Peak na bacia hidrográfica de Dove e as grandes áreas florestais, incluindo a Floresta Sherwood na área Dukeries da bacia hidrográfica Idle, a floresta Charnwood de planalto e a Floresta Nacional em Soar e bacias de drenagem de Mease, respectivamente.
O uso da terra é predominantemente rural, com cerca de três quartos da bacia hidrográfica de Trent destinados à agricultura. Isso varia desde o pastoreio de ovelhas nas terras altas até pastagens melhoradas e fazendas mistas nos trechos intermediários, onde a pecuária leiteira é importante. A cultura intensiva de cereais e raízes, principalmente batata e beterraba sacarina, ocorre nas áreas de várzea, como o Vale de Belvoir e as partes baixas do Trent, Torne e Idle. A gestão do nível de água é importante nessas áreas de várzea, e os cursos de água locais são geralmente mantidos por placas de drenagem internas e seus sucessores, com a drenagem aprimorada sendo auxiliada pelo uso de estações de bombeamento para elevar a água em rios portadores aterros, que posteriormente deságuam no Trent. :29
As áreas rurais menos populosas são compensadas por uma série de grandes áreas urbanizadas, incluindo as conurbações de Stoke-on-Trent, Birmingham e o Black Country circundante em West Midlands; e em East Midlands as principais cidades universitárias e sedes históricas de Leicester, Derby e Nottingham. Juntos, eles contêm a maioria dos 6 milhões de pessoas que vivem na bacia.
A maioria dessas áreas urbanas está no curso superior do próprio Trent, como é o caso de Stoke, ou de seus afluentes. Por exemplo, Birmingham fica na extremidade superior do Tame e Leicester está localizado em direção à cabeça do Soar. Embora isso não seja exclusivo para um rio inglês, significa que há um legado contínuo de questões relacionadas ao escoamento urbano, incidentes de poluição e diluição de efluentes de tratamento de esgoto, indústria e mineração de carvão. Historicamente, esses problemas resultaram em uma deterioração considerável na qualidade da água de Trent e seus afluentes, especialmente o Tame. Para levar água limpa para West Midlands, a Birmingham Corporation criou uma grande rede de reservatórios e um sistema de aquedutos para trazer água do Vale do Elan.

### Geologia
Subjacente ao curso superior do Trent, estão formações de Millstone Grit e medidas de carvão do Carbonífero que incluem camadas de arenitos, margas e camadas de carvão. O rio cruza uma faixa de arenito do Triássico Sherwood em Sandon, e encontra o mesmo arenito novamente enquanto flui ao lado de Cannock Chase, entre Great Haywood e Armitage, há também outro afloramento entre Weston-on-Trent e King's Mill.

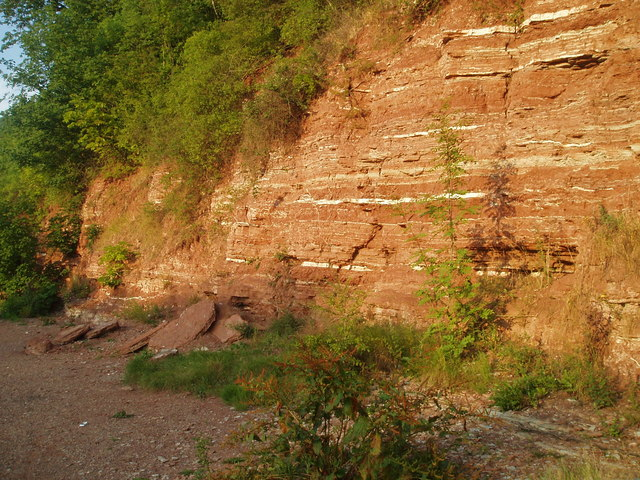
Formação de Mudstone Mercia em Gunthorpe

A jusante de Armitage, a geologia sólida é principalmente Mercia Mudstones, o curso do rio seguindo o arco desses argilitos à medida que passam por Midlands até Humber. Os argilitos não ficam expostos pelo leito do rio, pois há uma camada de cascalho e aluvião acima do leito rochoso. Em alguns lugares, no entanto, os argilitos formam penhascos de rio, mais notavelmente em Gunthorpe e Stoke Lock perto de Radcliffe em Trent, o vilarejo recebendo o nome dos distintos estratos de cor vermelha.
Na bacia hidrográfica mais ampla, a geologia é mais variada, indo das rochas pré -cambrianas da floresta de Charnwood até o calcário jurássico que forma a escarpa de Lincoln (Lincoln Cliff) e a bacia hidrográfica oriental de Trent. Os mais importantes em termos de rio são os extensos aquíferos de arenito e calcário que sustentam muitas das bacias tributárias. Isso inclui os arenitos Sherwood que ocorrem abaixo de grande parte do leste de Nottinghamshire, o calcário do Pérmico Lower Magnesian e o calcário carbonífero em Derbyshire. Não apenas fornecem fluxos de base para os principais afluentes, como também as águas subterrâneas são uma fonte importante para o abastecimento público de água.
Areia, cascalhos e depósitos de aluvião que recobrem a rocha-mãe ocorrem quase ao longo de todo o comprimento do rio e são uma característica importante do curso médio e inferior, com o lodo aluvial do rio produzindo solos férteis que são usados para agricultura intensiva em Trent vale. Por baixo do aluvião existem depósitos generalizados de areia e cascalho, que também ocorrem como terraços de cascalho consideravelmente acima da altura do nível do rio atual. Acredita-se que haja uma sucessão complexa de pelo menos seis sistemas separados de terraço de cascalho ao longo do rio, depositados quando um Trent muito maior fluiu através do vale existente, e ao longo de suas rotas ancestrais através das lacunas de água em Lincoln e Ancaster.
Esta 'escada' de terraços planos foi criada como resultado de sucessivos períodos de deposição e subsequente corte do rio, um produto da água derretida e material glacialmente erodido produzido a partir de mantos de gelo no final dos períodos glaciais durante a época do Pleistoceno entre 450.000 e 12.000 anos BP. Contidos nesses terraços estão evidências da megafauna que outrora vivia ao longo do rio, os ossos e dentes de animais como mamutes, bisões e lobos que existiam durante os períodos mais frios foram identificados. Outro achado notável em um sistema de terraço relacionado perto de Derby de um período interglacial mais quente, foi o hipopótamo de Allenton.
As sequências inferiores desses terraços foram amplamente extraídas para a obtenção de areia e cascalho, e a extração desses minerais continua a ser uma indústria importante no Vale do Trent, com cerca de três milhões de toneladas de agregados sendo produzidos a cada ano. Uma vez resolvidos, os poços de cascalho restantes, que geralmente são inundados pelo lençol freático relativamente alto, foram reutilizados para uma ampla variedade de fins. Estas incluem atividades recreativas aquáticas e, uma vez reabilitadas, como reservas naturais e zonas húmidas.
Durante o final do último período glacial devensiano, a formação do Lago Humber nas partes mais baixas do rio, significou que argilas e sedimentos substanciais do leito do lago foram depositados para criar a paisagem plana dos Níveis Humberhead. Esses níveis se estendem por todo o vale de Trent e incluem os cursos inferiores do Eau, Torne e Idle. Em algumas áreas, camadas sucessivas de turfa foram construídas acima dos depósitos lacustres durante o período Holoceno, o que criou turfeiras de planície, como Thorne e Hatfield Moors.

### Hidrologia
A topografia, geologia e uso do solo da bacia hidrográfica do Trent têm uma influência direta na hidrologia do rio. A variação desses fatores também se reflete nas características contrastantes do escoamento e nos influxos subsequentes dos principais afluentes. O maior deles é o rio Tame, que contribui com quase um quarto do fluxo total para o Trent, com os outros afluentes significativos sendo o Derwent com 18%, o Soar 17%, o Dove 13% e o Sow 8%. :36–47Quatro desses afluentes principais, incluindo o Dove e o Derwent, que drenam o distrito de Peak Peak, todos se unem no curso médio, dando origem a um sistema fluvial relativamente energético para o Reino Unido.

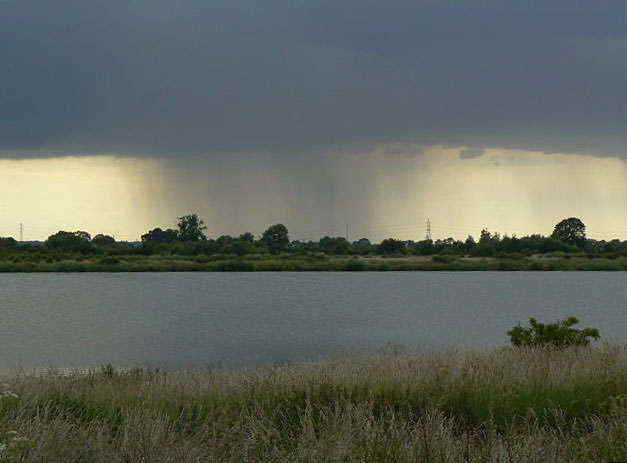
Precipitação no vale de Trent

### Chuva
A precipitação na bacia geralmente segue a topografia com a maior precipitação anual de 1,450 mm (57 in) e acima ocorrendo sobre as terras altas das charnecas das cabeceiras do Derwent ao norte e oeste, com a mais baixa de 580 mm (23 in), nas áreas de várzea ao norte e leste. Os totais de precipitação em Tame não são tão altos como seria de esperar do relevo moderado, devido ao efeito de sombra de chuva das montanhas galesas a oeste, reduzindo os valores para uma média de 691 mm (27.2 in) para a bacia tributária. A média de toda a bacia hidrográfica de Trent é 720 mm (28 in) que é significativamente menor do que a média do Reino Unido em 1,101 mm (43.3 in) e inferior ao da Inglaterra em 828 mm (32.6 in).
Como outros grandes rios britânicos de planície, o Trent é vulnerável a longos períodos de chuva causados por sistemas climáticos lentos e de baixa pressão que cruzam repetidamente a bacia do Atlântico, especialmente durante o outono e inverno, quando a evaporação é mais baixa. Esta combinação pode produzir uma bacia hidrográfica que pode responder rapidamente em termos de escoamento, a qualquer chuva adicional. Tais condições ocorreram em fevereiro de 1977, com inundações generalizadas no curso inferior do Trent, quando a chuva forte produziu um pico de fluxo de quase 1,000 m3/s (35,000 cu ft/s)  em Nottingham. Em 2000, condições semelhantes ocorreram novamente, com chuvas acima da média no outono sendo seguidas por mais chuvas, produzindo condições de inundação em novembro daquele ano.
Outro risco meteorológico, embora ocorra com menos frequência, é o relacionado ao rápido derretimento da neve que fica na bacia. Isso pode ser o resultado de um aumento repentino na temperatura após um período frio prolongado ou quando combinado com chuvas intensas. Muitas das maiores inundações históricas foram causadas pelo degelo, mas o último episódio ocorreu quando o inverno rigoroso de 1946-7 foi seguido por um degelo rápido devido à chuva em março de 1947 e causou inundações severas ao longo de todo o vale do Trent.
No outro extremo, longos períodos de pouca chuva também podem causar problemas. As vazões mais baixas do rio foram registradas durante a seca de 1976, após o inverno seco de 1975/6. Os fluxos medidos em Nottingham foram excepcionalmente baixos no final de agosto e tiveram um período de retorno da seca de mais de cem anos.

### Inundações
O Trent é amplamente conhecido por sua tendência de causar inundações significativas ao longo de seu curso, e há uma história de inundações bem documentada que remonta a cerca de 900 anos. Em Nottingham, as alturas das inundações históricas significativas de 1852 foram esculpidas em um pilar de ponte próximo à Ponte de Trent, com marcas de inundação sendo transferidas da ponte medieval de Hethbeth que antecedeu a travessia existente do século XIX. Níveis históricos de inundação também foram registrados em Girton e no muro do cemitério de Collingham.

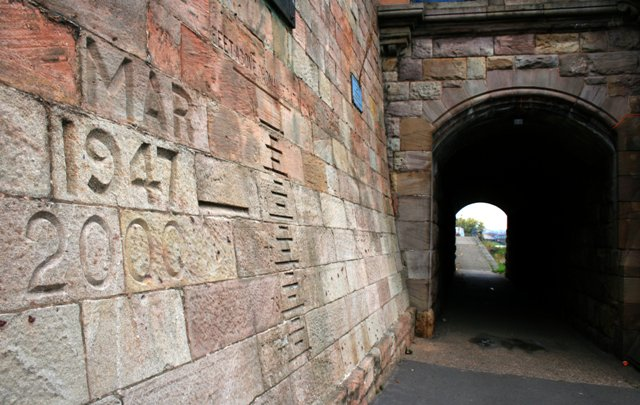
Marcas de inundação da ponte de Trent

Uma das primeiras inundações registradas ao longo do Trent foi em 1141 e, como muitos outros grandes eventos históricos foram causados pelo derretimento da neve após fortes chuvas, também causou uma ruptura na margem de inundação externa em Spalford. Algumas das primeiras enchentes podem ser avaliadas usando o banco de Spalford como uma medida substituta para o tamanho de uma enchente em particular, pois foi estimado que o banco só falhou quando os fluxos foram maiores que 1,000 m3/s (35,000 cu ft/s) , o banco também foi violado em 1403 e 1795.
As primeiras pontes eram vulneráveis a inundações e, em 1309, muitas pontes foram destruídas ou danificadas por severas inundações de inverno, incluindo a Ponte Hethbeth. Em 1683, a mesma ponte foi parcialmente destruída por uma enchente que também significou a perda da ponte de Newark. Arquivos históricos geralmente registram detalhes dos reparos de pontes que se seguiram às enchentes, já que o custo desses reparos ou pontage teve que ser aumentado com empréstimos de dinheiro e cobrança de pedágio local.
A maior enchente conhecida foi a enchente da Candelária de fevereiro de 1795, que se seguiu a um período de oito semanas de inverno rigoroso, rios congelaram, o que significava que os moinhos eram incapazes de moer milho, e então ocorreu um rápido degelo. Devido ao tamanho da enchente e ao gelo arrastado no fluxo, quase todas as pontes ao longo do Trent foram seriamente danificadas ou foram destruídas. As pontes em Wolseley, Wychnor e o vão principal em Swarkestone foram destruídos. Em Nottingham, os residentes de Narrow Marsh ficaram presos pelas enchentes em seus quartos do primeiro andar. Os barcos eram usados para levar suprimentos para os que estavam encalhados. O gado foi gravemente afetado, 72 ovelhas morreram afogadas em Wilford e dez vacas foram perdidas em Bridgford. A vulnerável margem de inundação em Spalford foi violada novamente, as águas se espalhando pelas terras baixas, chegando até mesmo ao rio Witham e inundando Lincoln. Cerca de 20,000 acres (81 km2; 31 sq mi) foram inundadas por um período de mais de três semanas.

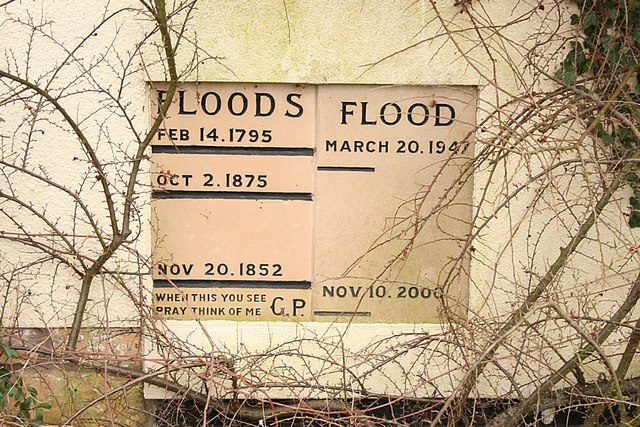
Marcas de inundação em Girton mostrando a altura da inundação de 1795 e outras

Uma descrição da violação foi dada da seguinte forma:
A margem é formada sobre uma planície de natureza arenosa, e quando foi quebrada em 1795, a água forçou uma imensa brecha, cujo tamanho pode ser julgado pelo fato de que oitenta cargas de fagots e mais de quatrocentas toneladas de terra foram necessário para preencher o buraco, uma operação que levou várias semanas para ser concluída.
O banco de inundação foi posteriormente reforçado e reparado, após novas inundações durante 1824 e 1852.
A principal inundação do século 19 e a segunda maior registrada, foi em outubro de 1875. Em Nottingham, uma carroça capotou na enchente perto de Wilford Road e seis pessoas morreram afogadas. As residências próximas foram inundadas a uma profundidade de 6 ft (1.8 m). Embora não tão grande quanto 1795, essa enchente devastou muitos lugares ao longo do rio, em Burton upon Trent grande parte da cidade foi inundada, com ruas e casas inundadas e animais mortos flutuando na enchente. A comida era escassa, "em um dia 10.000 pães tiveram que ser enviados para a cidade e distribuídos gratuitamente para salvar as pessoas da fome". Em Newark, a água era profunda o suficiente para permitir que quatro garotos do ensino fundamental remaram pelo campo até Kelham. As marcas de inundação em Girton mostram que esta inundação foi de apenas 4 in (100 mm) menor do que 1795, quando a aldeia foi inundada a uma profundidade de 3 ft (0.91 m).
De 17 a 18 de março de 1947, o Trent ultrapassou suas margens em Nottingham. Grandes partes da cidade e arredores foram inundadas com 9.000 propriedades e quase uma centena de instalações industriais afetaram algumas até a altura do primeiro andar. Os subúrbios de Long Eaton, West Bridgford e Beeston sofreram particularmente. Dois dias depois, na parte baixa das marés do rio, o pico da enchente combinou-se com uma maré alta para inundar vilas e 2.000 propriedades em Gainsborough. Os níveis do rio caíram quando a margem de inundação em Morton rompeu, resultando na inundação de cerca de 78 sq mi (200 km2; 50,000 acres) de terras agrícolas no vale do Trent.
As inundações no Trent também podem ser causadas pelos efeitos das ondas de tempestade independentemente dos fluxos fluviais, uma série dos quais ocorreram durante outubro e novembro de 1954, resultando na pior inundação das marés experimentada ao longo do curso inferior. Essas inundações revelaram a necessidade de um esquema de proteção contra as marés, que iria lidar com os fluxos experimentados em 1947 e os níveis das marés de 1954 e, subsequentemente, as margens de inundação e as defesas ao longo do rio inferior foram melhoradas para este padrão com as obras sendo concluídas em 1965. Em dezembro de 2013, a maior onda de tempestade desde a década de 1950 ocorreu no Trent, quando uma maré alta da primavera combinada com ventos fortes e um sistema climático de baixa pressão produziu níveis elevados de marés nos trechos mais baixos. A onda resultante ultrapassou as defesas contra enchentes na área perto de Keadby e Burringham, inundando 50 propriedades.
A quinta maior inundação registrada em Nottingham ocorreu em novembro de 2000, com inundações generalizadas de terras baixas ao longo do vale de Trent, incluindo muitas estradas e ferrovias. As defesas contra inundações em torno de Nottingham e Burton construídas durante a década de 1950, após o evento de 1947, interromperam qualquer grande inundação urbana, mas os problemas ocorreram em áreas indefesas como Willington e Gunthorpe, e novamente em Girton, onde 19 casas foram inundadas. As defesas contra inundações em Nottingham, que protegem 16.000 casas, e as de Burton, onde evitam que 7.000 propriedades sejam inundadas, foram reavaliadas após a inundação e foram posteriormente melhoradas entre 2006 e 2012.